# Gaude Mater Polonia
Gaude Mater Polonia (Raduj się, matko Polsko) – polski średniowieczny hymn ku czci św. Stanisława ze Szczepanowa skomponowany do słów Wincentego z Kielczy; jeden z najstarszych religijnych utworów liryki polsko-łacińskiej.
W tłumaczeniu na język polski tytuł brzmi Raduj się, Matko Polsko. Utwór, którego najstarszy zapis zachował się w Antyfonarzu kieleckim z 1372 roku, został napisany przez Wincentego z Kielczy. Zwykło się przyjmować, że utwór powstał w 1253 roku na kanonizację biskupa Stanisława ze Szczepanowa, jako część oficjum rymowanego o św. Stanisławie – Historia gloriosissimi Stanislai. Zgodnie z tą hipotezą, po raz pierwszy pieśń została wykonana w Krakowie podczas uroczystości kanonizacyjnych w 1254 roku, 8 maja.
Na podstawie m.in. zapożyczonych sekwencji, część badaczy wskazuje jednak, że terminus post quem powstania można ustalić na 1257 r. Wskazywanym miejscem powstania jest Klasztor Dominikanów w Raciborzu, w czasie, gdy Wincenty z Kielczy był jego przeorem.
Śpiewało ją rycerstwo polskie po odniesionym zwycięstwie. Później pieśń towarzyszyła uroczystościom narodowym. Pierwsza zwrotka, w czterogłosowym opracowaniu Teofila Klonowskiego, jest obecnie śpiewana w czasie inauguracji roku akademickiego, zamiennie z pieśnią Gaudeamus igitur. Najczęściej śpiewa się zwrotki pierwszą i dziesiątą (Ergo felix Cracovia...).
Początkowe zwrotki pieśni w przekładzie Leopolda Staffa: